# Batailles de Dijon (1870-1871)
Pour les articles homonymes, voir Bataille de Dijon.
Guerre franco-prussienne
Batailles
- Chronologie de la guerre franco-prussienne de 1870
- Sarrebruck (08-1870)
- Wissembourg (08-1870)
- Forbach-Spicheren (08-1870)
- Wœrth (08-1870)
- Bitche (08-1870)
- Phalsbourg (08-1870)
- Borny-Colombey (08-1870)
- Strasbourg (08-1870)
- Mars-la-Tour (08-1870)
- Toul (08-1870)
- Gravelotte (08-1870)
- Metz (08-1870)
- Nouart (08-1870)
- Beaumont (08-1870)
- Noisseville (08-1870)
- Sedan (08-1870)
- Montmédy (09-1870)
- Soissons (09-1870)
- Siège de Paris et chronologie du siège (09-1870)
- Nompatelize (10-1870)
- Bellevue (10-1870)
- Châtillon (10-1870
- Châteaudun (10-1870)
- Buzenval (10-1870)
- Bourget (10-1870)
- Dijon (10-1870)
- Belfort (11-1870)
- La Fère (11-1870)
- Langres (11-1870)
- Bouvet et Meteor (navale) (11-1870)
- Coulmiers (11-1870)
- Thionville (11-1870)
- Châtillon-sur-Seine (11-1870)
- Villers-Bretonneux (11-1870)
- Beaune-la-Rolande (11-1870)
- Champigny (11-1870)
- Orléans (12-1870)
- Loigny (12-1870)
- Châteauneuf (12-1870)
- Beaugency (12-1870)
- Longeau (12-1870)
- l’Hallue (12-1870)
- Siège de Péronne (1871)
- Bapaume (01-1871)
- Villersexel (01-1871)
- Le Mans (01-1871)
- Héricourt (01-1871)
- Saint-Quentin (01-1871)
- Buzenval (01-1871)

Trois batailles de Dijon ont lieu en 1870 et 1871, dans le cadre de la guerre franco-prussienne de 1870, sur l'actuel territoire de la commune française de Dijon.

## Le début catastrophique pour la France de la guerre de 1870

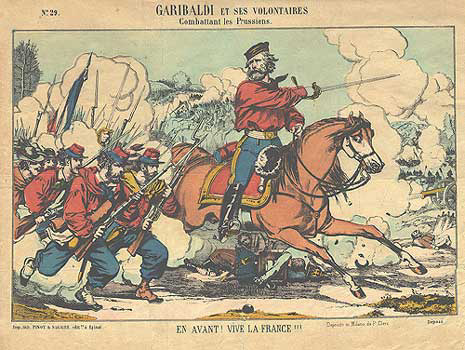
Garibaldi contre les Prussiens.

La guerre de 1870, débutée le 19 juillet 1870, commence par une suite rapide de défaites françaises : l’évacuation du nord de l’Alsace (défaites de Wissembourg et Frœschwiller), la capitulation de Bazaine à Metz (bataille de Gravelotte), la défaite et la capture de l’empereur Napoléon III à la bataille de Sedan, sa capitulation du 2 septembre. Les armées germaniques envahissent tout l’Est de la France et s’ouvrent la route de Paris. La République est proclamée le 4 septembre et le gouvernement provisoire décide, sous l’impulsion de Léon Gambetta, chargé de la défense nationale, la poursuite de la guerre.

## Première bataille de Dijon
Dès le début du siège de Paris (19 septembre 1870-20 janvier 1871), la stratégie française se concentre sur des actions de harcèlement des troupes prussiennes établies dans l'est du pays, pour réduire la pression sur la capitale (28 septembre : capitulation de Strasbourg, 27 octobre : capitulation et fin du siège de Metz).
Les troupes encore disponibles dans l’est, appuyées de comités de défense locale levés après les défaites de l'été, furent invitées à entamer une « guerre de partisans ». Ainsi naquirent les corps des « francs tireurs », corps de volontaires d'entité variable, qui auraient constitué, avec les garibaldiens italiens, le cœur de l'armée de Garibaldi, en peu de mois. Leur coordination avec le restant des troupes régulières ne fut pas du tout aisée et, dès le 11 septembre, le gouvernement chercha à les intégrer dans les rangs des réguliers, avec quelques déboires[réf. nécessaire].
La bataille du 30 octobre est l’expression même des difficultés à appliquer une stratégie et de la profonde désorganisation des forces armées françaises. Après la capitulation de Sedan et tout en mettant le siège autour de Paris, les Prussiens consolidèrent leurs conquêtes à l’Est. Le 17 octobre, les troupes du général Von Werder occupèrent Luxeuil et Vesoul, le 26 Gray, le 27 elles se mirent en marche vers Dijon, à peine retardées par les gardes mobiles qui s'étaient positionnés pour défendre le passage de la Vingeanne. Les troupes du colonel français Adrien Fauconnet se virent forcées à renoncer à défendre la ville et à se replier sur Beaune. Le 29, le préfet et le maire de la ville, sous la pression de la population, réclamèrent leur retour. Les volontaires locaux engagèrent le combat contre deux brigades de l'armée badoise, avant-garde de l'armée prussienne. Les combats continuèrent toute la journée du 30 octobre sur les hauteurs de Montmusard et dans les faubourgs est de Dijon, en particulier rue Jeannin. Fauconnet, revenu de Beaune avec quelques milliers d'hommes, y est grièvement blessé alors qu'il tentait une contre-offensive sur la route de Gray, en avant de la barrière d'octroi, et mourut quelques heures plus tard, après avoir pris connaissance du décret qui le nommait général. Vers cinq heures du soir la municipalité fit hisser le drapeau blanc sur la tour du Palais, non sans que l'homme chargé de cette mission eût d'abord essuyé des coups de feu de la part de partisans de la résistance à outrance. Après des négociations menées dans la nuit à Varois, la ville fut occupée le lendemain. Cent soixante combattants avaient donné leur vie pour la défendre.

## Seconde bataille de Dijon ou bataille de Nuits
Entretemps, Giuseppe Garibaldi arrivait à Marseille le 7 octobre, pour apporter son aide à la République qui avait succédé à l'empire de Napoléon III, dont les armées l'avaient battu à Rome en 1849 et à la bataille de Mentana en 1867. À la mi-octobre, le général est chargé par le gouvernement provisoire d’organiser une armée dans l'est de la France (il est à Dole le 13 octobre). Il s’agit d'une mission semblable à celle menée entre les lacs lombards en 1848 et 1859, et aux opérations dans le Trentin en 1866 : agir dans une zone d'opérations secondaire mais avec un rôle stratégique non négligeable.
L'armée était composée de coloniaux, de gardes nationaux originaires de l'Aveyron, des Alpes-Maritimes et de Savoie, de corps-francs (est et sud-est de la France), de volontaires étrangers (polonais, hongrois, espagnols, américains et, surtout, italiens) : initialement moins de 4 000 hommes. Garibaldi était assisté de ses fils Menotti et Ricciotti, de son gendre Canzio et de Joseph Bordone, un Avignonnais d'origine italienne qui avait suivi Garibaldi dans l'expédition des Mille, et qui fut pour l'occasion promu général et chef d’état-major.
À partir du mois suivant, Garibaldi installa son propre quartier général à Autun, et entama les attaques sur l'armée prussienne, perturbant les lignes logistiques de Strasbourg à Paris, avec quelque succès à partir du choc victorieux de Châtillon-sur-Seine (19 novembre), lorsque Ricciotti Garibaldi fit 200 prisonniers avec les convois d'armes et de munitions. Le 26 novembre échoua une tentative d'investir Dijon, occupé par les Prussiens.
La bataille eut lieu le 18 décembre, dans la plaine qui s'étend devant la ville de Nuits-Saint-Georges, lorsque les Allemands accrochèrent les volontaires qui leur barraient la route vers le sud. Après une journée de combat, les corps-francs battirent en retraite : environ 1 200 prisonniers français, 97 officiers allemands abattus, un prince de Bade blessé, les pertes globales s'élevant à quelques centaines d’hommes. Les Prussiens achevaient les fuyards sur les routes du bourg, sauf les survivants mis à l’abri par la population, qui les revêtait de vêtements civils. Les vainqueurs pillèrent l'hôpital, les boutiques, les auberges, incendièrent, passèrent au crible la ville maison par maison.

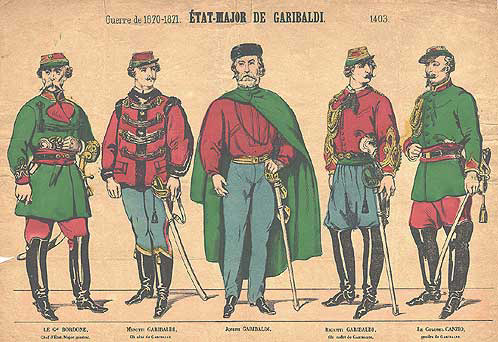
L’état-major de Garibaldi.

## Troisième bataille de Dijon
Le 14 janvier 1871, Garibaldi s'installa à Dijon, évacué par les Prussiens le 17 décembre, informés de l'arrivée vers le nord de troupes régulières françaises menées par le général Bourbaki (déjà commandant de la garde impériale de Napoléon III aux malchanceuses batailles de l'armée du Rhin).
Bourbaki tentait une ambitieuse opération pour libérer Paris en prenant à revers les troupes ennemies, à travers un vaste mouvement stratégique de Bourges à l’Alsace en passant par Belfort. Cette tentative désespérée suivait les deux précédentes menées par l’armée de la Loire et l’armée du Nord. Garibaldi mena alors de Dijon une série d'initiatives d'accompagnement de l'offensive principale.

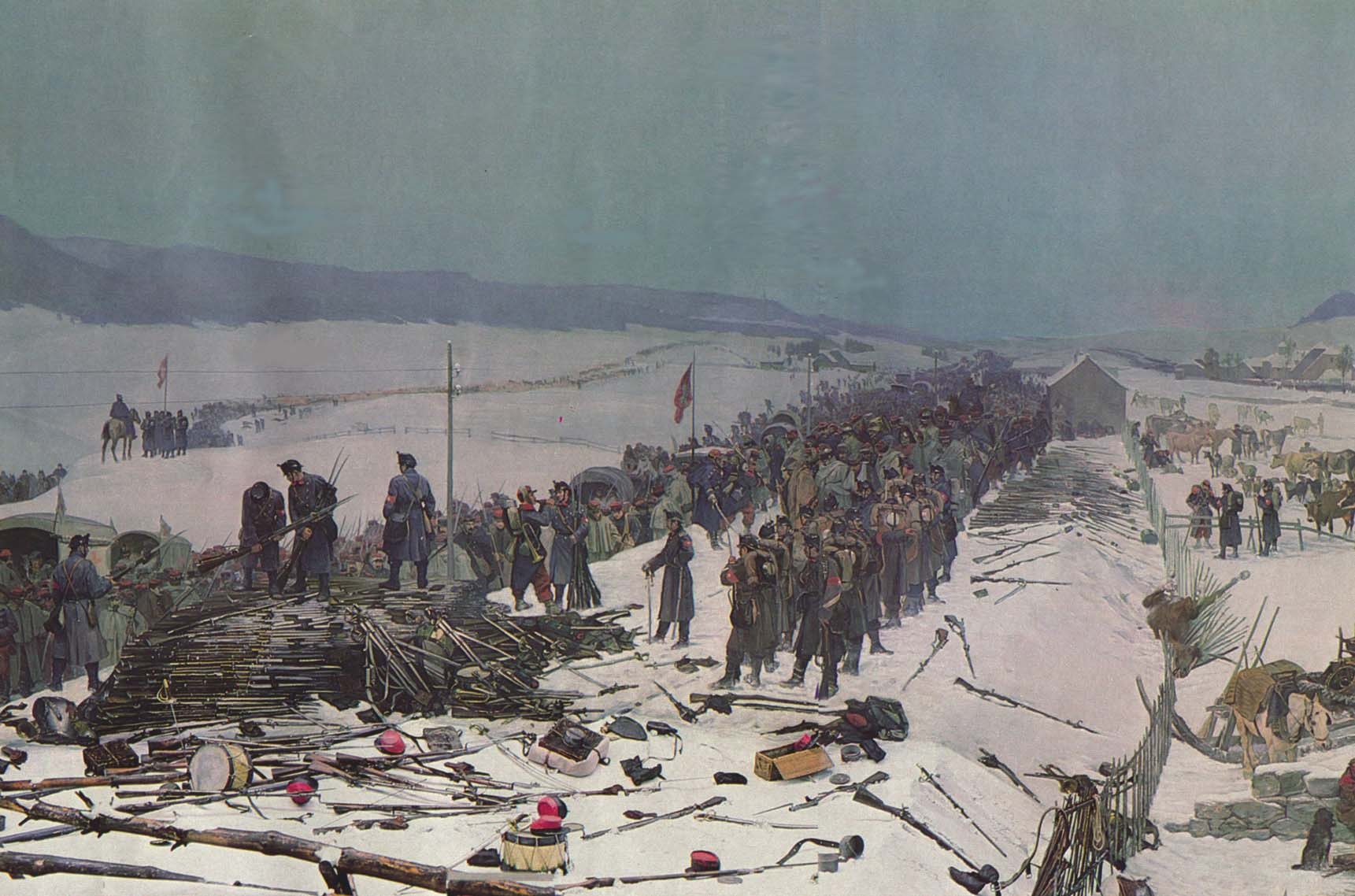
Armée de Bourbaki déposant les armes en Suisse.

Entre-temps, la situation se précipitait. L'armée de Paris échouait dans ses efforts, pendant que la retraite de Bourbaki vers Besançon était interrompue par les Allemands du général Manteuffel et poussée vers la frontière suisse, principalement à Verrières-de-Joux le 31 janvier. Les 84 000 hommes encore en armes sur les 150 000 partis furent désarmés et internés dans la Confédération par la Convention des Verrières.
À la suite de la retraite de l'armée principale de Bourbaki, Garibaldi réduisit son action à la défense de Dijon et des « portes de Bourgogne », empêchant l'ennemi d'avancer vers le sud. Les 21, 22 et 23 janvier 1871, Dijon fut attaquée par 4 000 Prussiens : Garibaldi sortit victorieux et obtint la satisfaction de la capture, le 23 janvier, d'un drapeau du 61e régiment poméranien. Le général polonais Jozef Bossak-Hauké, qui commandait la première brigade, est tué lors de cette bataille.

## Épilogue
Le gouvernement provisoire entama les pourparlers pour l'armistice, signé le 29 janvier. L'armistice exclut le département de Dijon (Côte-d'Or), les Prussiens voulant ainsi humilier Garibaldi et les corps de volontaires.
Dijon resta occupée par l’armée allemande, devenue impériale à partir du 18 janvier, jusqu'au 28 octobre 1871. En 1899, la ville reçut la Légion d'honneur pour sa résistance le 30 octobre 1870.
Le 8 mars 1871, devant une Assemblée nationale particulièrement houleuse car hostile à Garibaldi, Victor Hugo célébra ainsi l'aventure dijonnaise de Garibaldi:

« De toutes ces puissances européennes, aucune ne s’est levée pour défendre cette France qui, tant de fois, avait pris en main la cause de l'Europe... pas un roi, pas un État, personne ! Un seul homme excepté. Où les puissances, comme on dit, n'intervenaient pas, eh bien un homme est intervenu, et cet homme est une puissance. Cet homme, Messieurs, qu'avait-il ? Son épée. [...] Son épée, et cette épée avait déjà délivré un peuple... Et cette épée pourrait en sauver un autre. Il l'a pensé ; il est venu, il a combattu. Les interruptions ne m'empêcheront pas d'achever ma pensée. Il a combattu... Je ne veux blesser personne dans cette Assemblée, mais je dirai qu'il est le seul, des généraux qui ont lutté pour la France, le seul qui n'ait pas été vaincu. [...] Je demande à finir. [...] Je vais vous satisfaire, Messieurs, et aller plus loin que vous. Il y a trois semaines vous avez refusé d'entendre Garibaldi. Aujourd'hui vous refusez de m'entendre. Cela me suffit. Je donne ma démission. »

## Littérature
- Alain Fauconnier, La Bataille de Nuits (roman historique), Editions de l'Armançon, 2012

## Souvenirs et évocations
- Dijon[10]

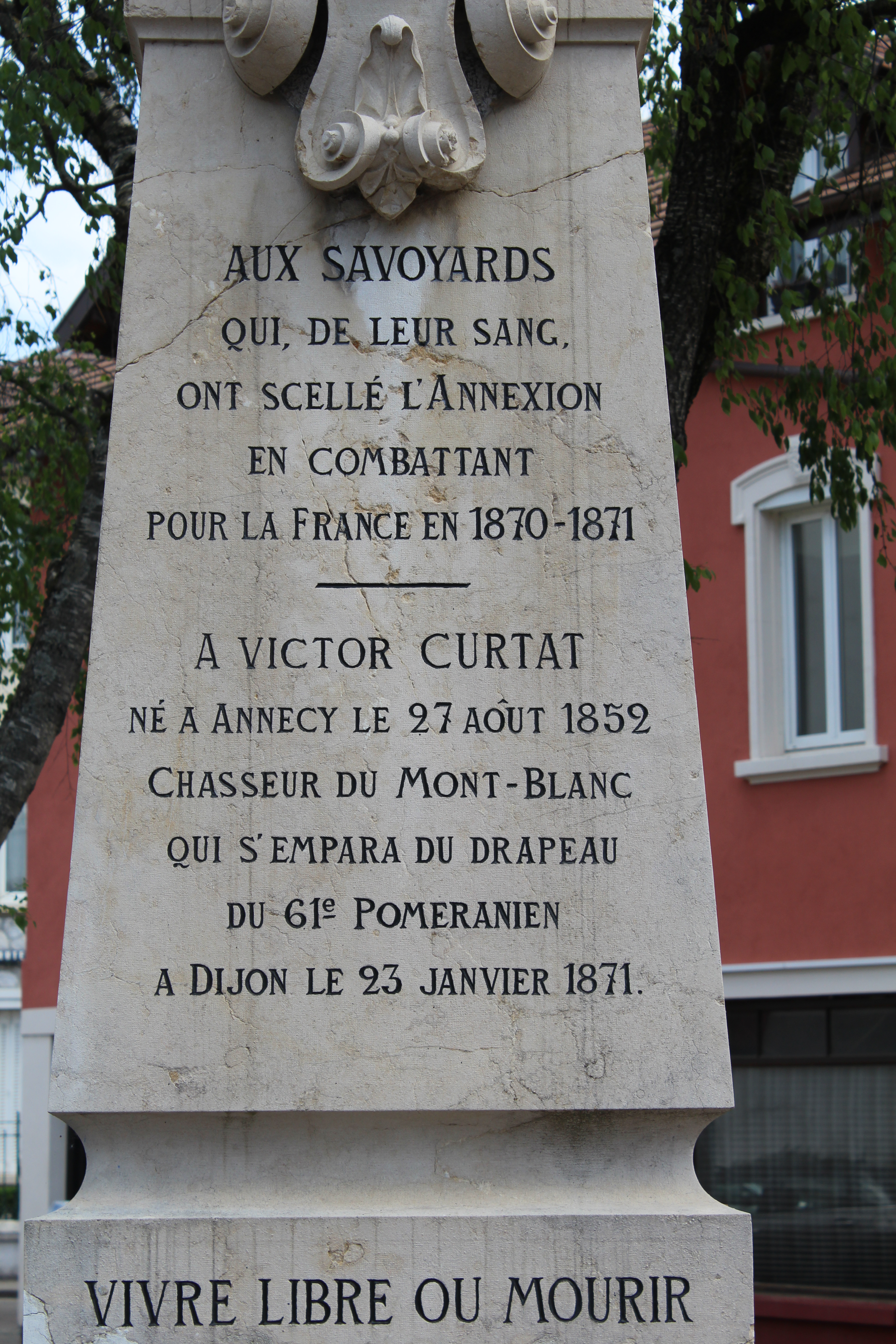
Monument érigée à Annecy

  - Place du 30 octobre et de la Légion d'Honneur et le Monument de la Résistance érigé en son centre.
  - Avenue du Drapeau et Parc du Drapeau
  - Rue Curtat, nommée ainsi en hommage au chasseur du Mont-Blanc Victor Curtat, qui a pris le drapeau du 8ème Royal de Prusse le 23 janvier 1871[11].
  - Rue du 23 Janvier
  - Le clos de Pouilly
- Hauteville-lès-Dijon
  - Monument à la mémoire du Général Bossak-Hauké
- Messigny-et-Vantoux
  - Monument de 1870/71, place de l'Eglise
- Talant
  - Monument commémoratif, boulevard de Troyes
  - Avenue du Général Canzio
- Annecy
  - Monument aux morts de 1870, avenue de Genève